# 金井健雄
金井健雄（かない たてお、1984年11月5日 - ）は、トップイーストリーグAグループAZ-COM丸和MOMOTARO'Sに所属するラグビー選手。

## プロフィール
- 群馬県太田市出身。
- ポジションはプロップ(PR)。
- 身長 175 cm、体重 111 kg
- 日本代表キャップは4。（2015年9月現在）
- ニックネームは『白鵬、たてお』。

## 略歴
15歳からラグビーを始めた。
2003年、太田高校卒業後、慶應義塾大学に入学した。
2007年、慶應義塾體育會蹴球部の主将に就任した。なお同年度に全国大学選手権決勝進出を果たすが、けがで決勝戦は出場できなかった。
2008年、慶應義塾大学卒業後、サントリーサンゴリアス(現・東京サントリーサンゴリアス)に加入。同年9月14日に行われたジャパンラグビートップリーグ第2節の九州電力キューデンヴォルテクス戦に途中出場で公式戦初出場を果たした。
2009年4月25日に行われたアジア5カ国対抗2009カザフスタン戦で日本代表初キャップを獲得した。
2016年、神戸製鋼コベルコスティーラーズ(現・コベルコ神戸スティーラーズ)に加入。
2018年、サントリーサンゴリアスに復帰。
2022年、三重ホンダヒートに加入。
2024年8月、AZ-COM丸和MOMOTARO'Sに加入。